# Млодзеёвский, Анджей Станислав
Анджей Николай Станислав Костка Млодзеёвский (1717 — 20 марта 1780, Варшава) — государственный и церковный деятель Речи Посполитой, епископ пшемысльский (1766—1768) и познанский (1768—1780), подканцлер коронный (1764—1767), канцлер великий коронный (1767—1780), консуляр Постоянного совета в 1775 году.

## Биография
Представитель польского дворянского рода Млодзеёвских герба «Кораб». Сын Станислава и Марианны Млодзеёвских. 6 июля 1740 года принял сан священника. Учился в Риме, где в 1755 году получил докторскую степень. В течение десяти лет работал ректором в римском хосписе св. Станислава. 23 октября 1767 года вошел в состав сеймовой делегации, которая под давлением российского посла, князя Николая Васильевича Репнина, созданной для определения конституции Речи Посполитой.
В 1767 году Анджей Станислав Млодзеёвский получил должность канцлера великого коронного после того, как прежний канцлер Анджей Замойский оставил свой пост в знак протеста против ареста польских сенаторов по приказу Николая Репнина.
С 1766 года — епископ пшемысльский, 5 марта 1768 года был назначен епископом познанским, но его ингресс состоялся только через 11 лет — 29 июня 1779 года.
На сейме 1773—1775 годов Анджей Станислав Млодзеёвский вошел в состав делегации, которая под давлением дипломатов Пруссии, Австрии и России, утвердила Первый раздел Речи Посполитой. Вошел в состав коронной комиссии, учрежденной для конфискации имущества Ордена иезуитов в Речи Посполитой. На сейме 1773—1775 годов он был избран королём Станиславом Августом Понятовским в члены Постоянного Совета.
В 1775 году конфедерационный суд под руководством Анджея Млодзеёвского оправдал 30 евреев, обвиненных в ритуальном убийстве трехлетней девочки в селе Grabie в Мазовии, которые дали под пытками взаимно противоречивые показания.
Он был платным агентом российского посольства. Уже после коронации Станислава Августа Понятовского в 1764 году русские предложили ему в награду 80 000 рублей. В 1778 году он брал от русских годовую пенсию в размере 3 000 червонных злотых. 18 сентября 1773 года подписал договор об уступке Речи Посполитой земель, захваченных Россией, Пруссией и Австрией во время Первого раздела Польши. В 1776 году — член конфедерации Анджея Мокроновского.
Кавалер Ордена Святого Станислава (1765).
Анджей Млодзеёвский вёл светский образ жизни, общался с женщинами. Был обвинен в хищении имущества, конфискованного у Ордена иезуитов, и отправлении в 1767 году примаса Владислава Лубенского, противника России.
20 марта 1780 года скончался от паралича в Варшаве, где и был похоронен.